# Upernivik (Insel, Uummannaq)
Upernivik (dänisch Upernivik Ø) ist eine grönländische Insel im Distrikt Uummannaq in der Avannaata Kommunia.

## Geografie

Lage von Upernivik im Uummannap Kangerlua

Die Insel befindet sich im Norden des Uummannap Kangerlua. Mit einer Fläche von 512 km² ist sie die viertgrößte Insel Westgrönlands. Der Sund Illorsuit Imaat (Illorsuit Sund) im Westen trennt Upernivik von der Insel Illorsuit. Im Norden verläuft der Fjord Kangerlussuaq, auf dessen gegenüberliegender Seite sich das Festland befindet. Im Osten grenzt der Inukassaat Sulluat Upernivik von der Halbinsel Qiioqi ab. An der Nordspitze der Insel befindet sich die vorgelagerte Insel Qinngusaaq mit einigen Nebeninseln. Upernivik ist äußerst gebirgig und stark vergletschert. Der höchste Punkt ist der Berg Paalup Qaqqaa mit einer Höhe von 2105 m. Mehrere große Gletscher prägen die Insel in Ost-West-Richtung, der größte ist der Qunnertusup Sermia. Im Osten der Insel befindet sich ein großer See, der Qalatuup Tasersua.

## Geschichte
An der Südwestküste von Upernivik befand sich früher der Wohnplatz Upernavik Næs. Dieser war bis etwa zur Mitte des 19. Jahrhunderts bewohnt und galt als der altertümlichste des ganzen Kolonialdistrikts. In der zweiten Hälfte des 19. Jahrhunderts war der Wohnplatz unbewohnt. Von 1894 bis in die 1920er Jahre war Upernavik Næs erneut besiedelt. Seither ist die Insel wieder unbewohnt.